# Лудвиг II (Вюртемберг)
Лудвиг II фон Вюртемберг (на немски: Ludwig II von Württemberg; * ок. 1137 в Щутгарт; † 1181) от Дом Вюртемберг, е граф на Вюртемберг от 1158 до 1181 г.

## Произход
Той е вероятно син на граф Лудвиг I († 1181).
През 1181 г. той е споменат като граф в документ на император Фридрих I Барбароса.

## Фамилия
Той се жени ок. 1163 г. в Щутгарт за Вилибирг фон Кирхберг (* 1142; † 1179), дъщеря на граф Хартман III фон Кирхберг. С нея той има двама сина:
- Хартман I (* ок. 1160, † ок. 1240), граф на Вюртемберг (1181 – 1240)
- Лудвиг III (* 1166, † ок. 1241), граф на Вюртемберг (1194 – 1241)